# サラッ・スラタン駅
サラッ・スラタン駅（サラッ・スラタンえき、マレー語:Stesen Komuter Salak Selatan）はマレーシアのクアラルンプールサラッ・スラタンにある、マレー鉄道KTMコミュータースレンバン線の駅。

## 歴史
- 1995年11月20日 - KTMコミューター クアラルンプール - カジャン間延伸運行開始。

## 駅構造
相対式ホーム2面2線をもつ地上駅である。ホームに面した上下線の線路2本の間に、通過線が2本ある。

## 駅周辺
- ミッドフィールズ・コンドミニアム

## 隣の駅
マレー鉄道
1 スレンバン線
スプテ駅 (KA03) - サラッ・スラタン駅 (KB04) - バンダル・タシッ・スラタン駅 (KB05)